# Bedwantsen
Bedwantsen (Cimicidae) zijn een familie uit de orde halfvleugeligen (Hemiptera). De groep werd voor het eerst wetenschappelijk beschreven door Pierre André Latreille in 1802.

## Uiterlijke kenmerken
Dieren uit deze familie hebben een plat, ovaal roodbruin lichaam, met slecht ontwikkelde voorvleugels. De achtervleugels ontbreken helemaal. Ze hebben samengestelde ogen met weinig facetten. Na een bloedmaaltijd kleuren ze meestal donkerrood. De lichaamslengte bedraagt 4 tot 12 mm. Ze kunnen 2 tot 12 maanden oud worden, wat afhankelijk is van meerdere factoren, zoals voedselaanbod en temperatuur.

## Leefwijze
Het zijn allemaal lichtschuwe ectoparasieten. Hun gastheren zijn vogels, vleermuizen en mensen. Een beet veroorzaakt meestal jeuk of zwellingen.

## Voortplanting
Bevruchting geschiedt door middel van een scherp voortplantingsorgaan, dat sperma inbrengt in het vrouwtjeslichaam. Tijdens hun gehele leven zetten vrouwtjes zo'n 150 eieren af, elke dag 2 of 3.
De eitjes die de bedwants legt zijn circa 1 mm lang. De bedwants kent vijf stadia om tot volwassenheid te komen. In een aantal stadia heeft de bedwants bloed nodig om tot de volgende fase te komen. Hierbij vervelt hij. Als de bedwants tot volwassenheid is gekomen is hij pas vruchtbaar.
Bij bedwantsen komt traumatische inseminatie voor. Het mannetje gebruikt niet de geslachtsopening van het vrouwtje bij de bevruchtig maar steekt zijn scherpe voorplantingsorgaan direct in het
onderlichaam van het vrouwtje. Bij het genus Afrocimex is zelfs homosexuele traumatische inseminatie waargenomen. Een mannetje steekt daarbij zijn scherpe geslachtsorgaan direct in het lijf van het andere mannetje. Het sperma migreert binnen het lijf van dit mannetje naar het geslachtsorgaan maar het is niet zeker dat als dit mannetje dan paart met een vrouwtje, het sperma van beide
mannetjes in het vrouwtjeslichaam gebracht zal worden.

## Verspreiding en leefgebied
Deze familie komt wereldwijd voor op vogels en zoogdieren, in nesten, grotten, woningen, hotels, pensions, vliegtuigen, auto's, treinen en bussen.

## Hygiëne
De aanwezigheid van bedwantsen wijst niet automatisch op een gebrek aan hygiëne, want hun toegangswegen zijn niet gelinkt aan hygiëne. Hygiëne heeft dus geen direct effect, maar een goede orde en netheid zorgen ervoor dat ze minder verstopplaatsen vinden. Door regelmatig de muren en vloeren te stofzuigen en schoon te maken, zorgt men ervoor dat de eitjes verwijderd worden of dat ze minder levensvatbaar zijn.

## Taxonomie
De familie bevat de volgende geslachten:

- Acanthocrios Del Ponte & Riesel, 1945
- Afrocimex Schouteden, 1951
- Alayocimex Hernández Triana & de la Cruz, 1994
- Aphrania Jordan & Rothschild, 1912
- Bertilia Reuter, 1913
- Bucimex Usinger, 1963
- Cacodmus Stål, 1873
- Cimex Linnaeus, 1758
- Cimexopsis List, 1925
- Crassicimex Ferris & Usinger, 1957
- Cyanolicimex Carpintero, Di Iorio, Masello & Turienzo, 2010
- Haematosiphon Champion, 1900
- Hesperocimex List, 1925
- Latrocimex Lent, 1941
- Leptocimex Roubaud, 1913
- Loxaspis Rothschild, 1912
- Ornithocoris Pinto, 1927
- Paracimex Kiritshenko, 1913
- Passicimex Usinger & Carayon, 1967
- Primicimex Barber, 1941
- Propicimex Usinger, 1966
- Psitticimex Usinger, 1966
- Quasicimex Engel, 2008
- Rusingeria Coetzee & Kment, 2013
- Stricticimex Ferris & Usinger, 1957
- Synxenoderus List, 1925

## In Nederland waargenomen soorten
- Genus: Cimex
  - Cimex columbarius
  - Cimex dissimilis
  - Cimex lectularius - (Bedwants)
  - Cimex pipistrelli
- Genus: Oeciacus
  - Oeciacus hirundinis - (Zwaluwwants)